# Площадь Джавахарлала Неру
Площадь Джавахарла́ла Не́ру (название 20 сентября 1982 года) — площадь в Москве на пересечении проспектов Вернадского и Ломоносовского, расположенная на границе районов Раменки Западного административного округа и Гагаринский Юго-Западного административного округа города Москвы.
Площадь представляет собой оживлённый перекрёсток двух проспектов, небольшой рынок и трамвайное кольцо к юго-западу от перекрёстка, а также сквер с фонтанами на восток от перекрёстка до улицы Николая Коперника и цирка.

## Происхождение названия
Названа 20 сентября 1982 года в честь премьер-министра Индии Джавахарлала Неру (1889—1964).
В силу сложности имени Джавахарлала Неру в народе, в основном среди студентов МГУ, площадь называют просто Джа или Фонтаны.

## Примечательные здания и сооружения
- Памятник Джавахарлалу Неру — около пересечения Ломоносовского проспекта и улицы Коперника в 1996 году установлен памятник Джавахарлалу Неру (скульпторы Д. Б. Рябичев и А. Д. Рябичев, архитектор Э. Руса, дизайнер М. Киреева)[2].
- Вестибюли станции метро «Университет».
- Московский цирк на проспекте Вернадского.

## Транспорт
- Станция метро: «Университет»
- Трамвай: 14, 26, 39 (остановка «Станция метро „Университет“»).
- Автобус: 1, 67, 103, 111, 113, 119, 130, 138, 187, 260, 266, 434, 447, 457, 464, 470, 487, 572, 661, 845, 908, с10, т4, т34, т49.